# Harold French
Pour les articles homonymes, voir French.
Harold French (né le 23 avril 1897 à Londres et mort le 19 octobre 1997) est un réalisateur et acteur britannique.

## Filmographie partielle

### Comme réalisateur
- 1939 : Dead Men Are Dangerous (en)
- 1941 : Unpublished Story (en)
- 1942 : Riposte à Narvik (The Day Will Dawn)
- 1942 : Service secret (Secret Mission)
- 1944 : English Without Tears
- 1947 : L'Orphelin (White Cradle Inn)
- 1950 : Trio coréalisé avec Ken Annakin
- 1951 : Au temps des valses (The Dancing Years)
- 1951 : Encore, segment Gigolo and Gigolette
- 1952 : La Treizième Heure (The Hour of 13)
- 1952 : L'Homme qui regardait passer les trains (The Man Who Watched Trains Go By)
- 1953 : Échec au roi (Rob Roy: The Highland Rogue)
- 1955 : L'Homme qui aimait les rousses (The Man Who Loved Redheads)

### Comme acteur
- 1932 : The Star Reporter de Michael Powell